# Paul Badura-Skoda

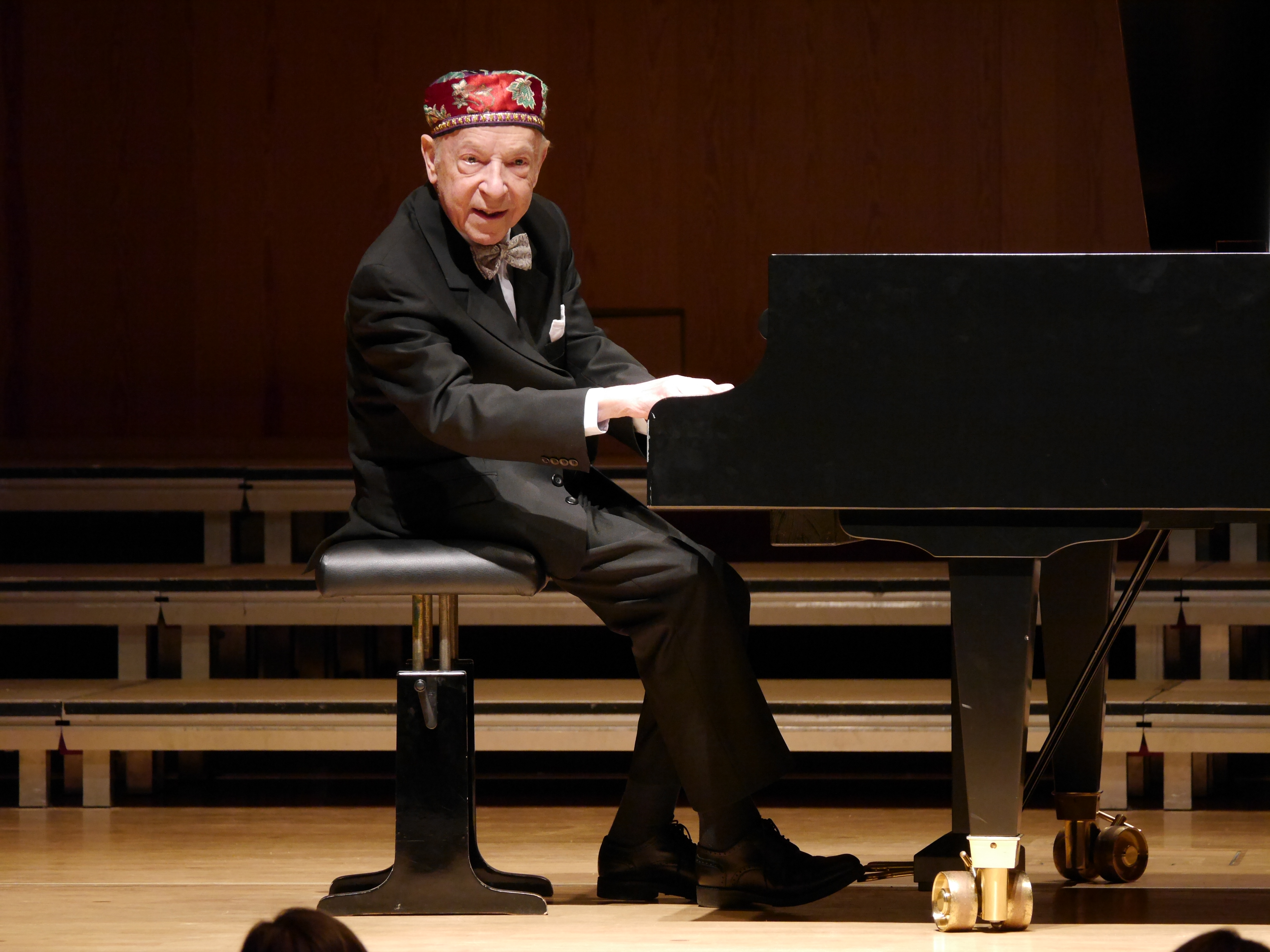
Paul Badura-Skoda

Paul Badura-Skoda (* 6. Oktober 1927 in Wien; † 25. September 2019 ebenda) war ein österreichischer Pianist, Klavierpädagoge, Hochschullehrer, Musikschriftsteller und Herausgeber.

## Leben
Paul Badura-Skoda gewann zwei Jahre nach Beginn seines Klavier-Studiums am Konservatorium der Stadt Wien 1947 den ersten Preis des Österreichischen Musikwettbewerbs und erhielt ein Stipendium für einen Meisterkurs bei Edwin Fischer. Es folgten Siege bei Wettbewerben in Budapest und Paris.
Ab 1949 trat er mit bedeutenden Dirigenten wie Wilhelm Furtwängler und Herbert von Karajan auf. 1949 spielte er beispielsweise im Wiener Musikverein mit den Wiener Philharmonikern unter Furtwängler Mozarts Konzert für zwei Klaviere in Es-Dur, KV 365. Seine Klavierpartnerin war Furtwänglers Tochter Dagmar Bella. Große Beachtung fand Paul Badura-Skodas Einspringen für den erkrankten Edwin Fischer bei den Salzburger Festspielen 1950. Ab 1954 war er Assistent bei Fischer.
Ab den 1950er Jahren folgte eine internationale Karriere mit ausgedehnten Konzerttourneen nach Australien, in die USA, Kanada, Mexiko und Südamerika, später auch nach Japan, in die Sowjetunion und nach China, wo Badura-Skoda als erster westlicher Pianist nach der Kulturrevolution auftrat. Hinzu kamen zahlreiche Schallplatten- und CD-Einspielungen, Auftritte im Fernsehen und bei renommierten Musikfestivals, wo er zum Teil auch selbst dirigierte.

Paul Badura-Skoda, 1964
(Foto: Herbert Maeder)

Badura-Skoda wirkte auch als Professor für mehrere Generationen von Klavierstudenten. Früh begann er Klavierunterricht in Meisterkursen zu geben, seine künstlerisch-pädagogische Tätigkeit führte ihn mehrfach durch Europa, nach Amerika und Asien, von 1966 bis 1971 war er Artist in Residence an der University of Wisconsin. Als Gastprofessor unterrichtete er 1974 am Curtis Institute of Music in Philadelphia, von 1975 bis 1981 lehrte er an der damaligen Folkwang Musikhochschule in Essen. 1981 wurde er als ordentlicher Professor für Klavier an die Universität für Musik und darstellende Kunst Wien berufen, wo er bis zu seiner Emeritierung 1994 tätig war.
Schwerpunkt seines umfangreichen Repertoires (von ihm existieren mehr als 200 Einspielungen) waren Werke von Mozart, Beethoven und Schubert und Frank Martin, der das Konzert für Klavier und Orchester Nr. 2 (1968/1969) für ihn schrieb.
Früh wandte er sich der historisch informierten Aufführungspraxis zu und wurde für seine Aufnahmen auf alten Instrumenten hoch gelobt. Dazu zählen seine Gesamtaufnahmen der Klaviersonaten von Mozart und Schubert auf historischen Flügeln beim Label Astree. Seit 1978 war Paul Badura-Skoda Träger des Bösendorfer-Ringes, einer Auszeichnung, die vor ihm erst einer Person, nämlich Wilhelm Backhaus, zuteilwurde. Bösendorfer verleiht den Ring an ausgewählte Pianisten, die die Tradition des Wiener Musizierens verkörpern. Zum 80. Geburtstag widmete ihm Elmar Worgull einen kunsthistorischen Aufsatz.
Paul Badura-Skoda trat – teilweise mit seiner Frau Eva Badura-Skoda – auch als Musikschriftsteller und Herausgeber von Werkausgaben in Erscheinung. Er war Ehrendoktor der Hochschule für Musik und Darstellende Kunst Mannheim. Außerdem schrieb er Kadenzen zu Klavierkonzerten von Mozart.
Mehrere von ihm eingespielte CDs sind beim Leipziger Klassik-Label GENUIN erschienen. Im Mozartjahr 1991 führte er in Regensburg sämtliche Klaviersonaten des Komponisten auf.
Paul Badura-Skoda war 1987 Jurymitglied beim Santander Paloma O’Shea Klavierwettbewerbs. Er war 1990 und 1995 Jurymitglied beim Internationalen Chopin-Wettbewerb in Warschau. Im Jahr 2013 wirkte er als Mitglied der Jury beim Internationalen Deutschen Pianistenpreis in Frankfurt am Main.
In den letzten Jahren trat er auch im Duo mit dem Pianisten Rostislav Krimer auf und veröffentlichte Mozarts Konzert für zwei Klaviere mit Orchester auf CD.
Am 15. Oktober 2017 gab Badura-Skoda anlässlich seines kurz zuvor gefeierten 90. Geburtstages im Goldenen Saal des Wiener Musikvereins ein ausverkauftes Konzert mit folgendem Programm: Ludwig van Beethoven: Sechs Bagatellen für Klavier op. 126; Sonate für Klavier E-Dur, op. 109; Sonate für Klavier As-Dur, op. 110; Sonate für Klavier c-Moll, op. 111.
Er wurde am 9. Oktober 2019 auf dem Ottakringer Friedhof bestattet.

## Auszeichnungen (Auszug)
- 1976: Ehrenkreuz für Wissenschaft und Kunst I. Klasse[10]
- 1978: Bösendorfer-Ring[5]
- 1993: Ritter der Ehrenlegion
- 1997: Commandeur des Ordre des Arts et des Lettres[11]
- 2006: Ehrendoktorat der Hochschule für Musik und Darstellende Kunst Mannheim[12]
- 2007: Goldenes Ehrenzeichen für Verdienste um das Land Wien[13]
- 2007: Großes Silbernes Ehrenzeichen für Verdienste um die Republik Österreich[14]
- 2008: Ehrenmitglied der Wiener Beethoven-Gesellschaft[15]
- 2010: Ehrendoktorat der Päpstlichen Katholischen Universität von Peru[12]
- 2013: Ehrendoktorat der Musikakademie Krakau[12]
- 2018: Ehrenmitglied der Universität für Musik und darstellende Kunst Wien[3]

## Aufnahmen
- Paul Badura-Skoda. Wolfgang Amadeus Mozart. „Pianoforte Sonatas“. Johann Schantz 1790, Hammerklavier. Label: Astree Naive.
- Paul Badura-Skoda. Wolfgang Amadeus Mozart. „Works for piano“. Anton Walter 1790, Hammerklavier. Label: Gramola.
- Paul Badura-Skoda mit Musica Florea. Wolfgang Amadeus Mozart. „Piano concertos K.271, K.414“. Hammerklavier nach Walter 1792 von Paul McNulty. Label: Arcana.
- Paul Badura-Skoda. Franz Schubert. „Fantaisie Pour le Piano-forte“. Conrad Graf 1824, Hammerklavier. Label: Astree.
- Charles Mackerras, Paul Badura-Skoda, Polish Radio Symphony Orchestra. Shostakovich. „Symphony No.9; Scriabin, Piano Concerto“; Dvořák, „Symphonic Variations“. Label: Pristine Audio.
- Paul Badura-Skoda, Wiener Symphoniker, Henry Swoboda. Rimsky-Korsakov. „Piano Concerto“. Label: Pristine Audio.
- Paul Badura-Skoda mit David Oistrach. "The Last Recital", Konzertmitschnitt aus dem Wiener Musikverein vom 29. Mai 1974. Label: GENUIN[16].